# Plan régional d'élimination des déchets dangereux
En France, un Plan régional d'élimination des déchets industriels spéciaux (ou PREDIS) est un document règlementaire officiel et obligatoire de planification, élaboré en concertation avec plusieurs acteurs, sous l'autorité du Président du Conseil régional et/ou le cas échéant du Préfet, conformément au Code de l'environnement. Il est comme son nom l'indique élaboré à l’échelle d’une région administrative (ou de plusieurs régions), sous l'autorité du préfet si le Conseil régional ne souhaite pas prendre cette compétence. Il porte sur les déchets industriels spéciaux, mais aussi sur les déchets de soins. Depuis peu on inclut les DIS et d'autres déchets à risque dans la catégorie globale des « déchets dangereux », les PREDIS sont donc renommés « PREDD » ; « Plans régionaux d'élimination des déchets dangereux ».
La loi Notre de 2015 a fusionné un ensemble de plans pour aboutir à un plan régional de prévention et de gestion des déchets (PRPGD, document non prescriptif mais opposable aux décisions de personnes morales de droit public, à toutes les décisions prises sur les territoires par des acteurs publics et leurs délégataires en matière de prévention et de gestion des déchets (elles devront être compatibles avec le plan ; ainsi une installation de traitement des déchets ne pourra être créée ou agrandie si le plan indique que les capacités de traitement sont suffisantes).

## Objectif
C'est un cadre général d'amélioration de la gestion des déchets, tenant compte à la fois des objectifs de la loi, et des particularités régionales. Il doit être suivi dans son application, et donner lieu à une évaluation périodique, permettant notamment une meilleure information du public. La loi prévoyait aussi que ce plan (ainsi que le plan départemental d'élimination des déchets ménagers) puisse permettre de supprimer les décharges brutes et non contrôlées, au profit du seul stockage des déchets ultimes (à compter du 1er juillet 2002). 
- définir (puis mettre à jour) les installations nécessaires et suffisantes pour la collecte et le meilleur traitement (dans les conditions techniques et économiques du moment) des déchets industriels dangereux et prévoir les capacités nécessaires au stockage des déchets industriels spéciaux ultimes (centres de stockage de déchets dangereux (« Décharge de classe 1 »))
- Mettre en adéquation l'offre en capacité de traitement et la demande (le besoin d'élimination et de stockage).
- Coordonner les actions qui restent à entreprendre  dans les 10 ans par les pouvoirs publics et  les organismes privés concernés.

## Déchets concernés
Tout déchet dangereux (visés et signalés comme tels (par un astérisque) dans la nomenclature française des déchets conformément à l’article R 541-8 du Code de l’environnement) qui inclut aussi les déchets d’activités de soins (qui peuvent toutefois aussi faire l’objet d’un plan régional d’élimination spécifique).
Remarque : Les déchets radioactifs, dont ceux de la COGEMA, principal industriel producteur, en France surveillé par l'OPRI font l’objet d’une élimination particulière.

## Thèmes conjointement traités par un PREDIS
- réduction et prévention de la production de déchets (soit en raison de leur toxicité, soit parce que des process améliorés permettraient de diminuer les quantités énormes de certains déchets (laitiers, cendres, mâchefers et gypses...) issus, produits en millions de tonnes par la métallurgie, l'incinération et certaines centrales de production d'énergie), ou certains déchets produits en moindre quantité mais souvent très toxiques (poussières riches en métaux, REFIOM (résidu d’épuration des fumées d’incinération d’ordures ménagères), effluents ou boues d'épuration...)
- réduction quantitative (à la source)
- Prévention de la nocivité des déchets (à la source, et tout au long du processus),
- organisation du transport,
- valorisation,
- centres de stockage des déchets dangereux, stockage définitif des déchets ultimes.
- information du public,

## Élaboration et mise en œuvre
- Un projet de PREDIS est élaboré avec les services de l'état et représentants des industriels,
- Il est soumis pour avis à une commission composée de :
  - représentants des collectivités territoriales, de l’État et des organismes publics concernés,
  - organisations professionnelles concourant à la production et à l’élimination des déchets,
  - associations agréées de protection de l’environnement.
- Le PREDIS est ensuite mis en consultation publique (deux mois) puis approuvé et publié.
- son application est ensuite suivie par la Commission du Plan
- il est révisé (au moins tous les 10 ans)[2].

En Région Île-de-France, le PREDIS et le  Plan Régional d’Elimination des Déchets d’Activités de Soins (PREDAS) sont distincts.
Elles sont cadrés par :
- Article L 541-13 du Code de l’environnement.
- Articles R 541-29 à 41 du Code de l’environnement.
- Circulaire 97-0807 du 27 juin 1997 relative aux plans régionaux d'élimination des déchets industriels spéciaux, non parue au JO.
- Circulaire du 25 juillet 2006 d’application des décrets n° 2005-1472 du 29 novembre 2005 et n° 2005-1717 du 28 décembre 2005 modifiant respectivement des décrets n°96-1008 et 96-1009 du 18 novembre 1996 relatifs d’une part aux plans d’élimination des déchets ménagers et assimilés (PEDMA) d’autre part aux plans d’élimination des déchets industriels spéciaux (PREDIS), non parue au JO.

L’élaboration du plan et sa révision font l’objet d’une évaluation environnementale.
Article R 541-31 du Code de l’environnement

## Contenu
Le plan doit au moins contenir les éléments suivants :
- recommandations  pour prévenir l’augmentation de la production de déchets (écoconception, choix de matières premières et process non polluants ou recyclables) ;
- recensement des installations d’élimination de ces déchets (par valorisation, incinération, coïncinération, stockage, extraction et traitement (physico-chimique ou biologique, etc) des matériaux incorporés dans ces déchets ;
- inventaire prospectif à  10 ans, quantitatif et qualitatif (quantités à éliminer, selon leurs origines, nature et composition) ;
- liste d'installations à créer (capacités, et localisations recommandées, notamment pour les centres de stockage (à proximité d'un port fluvial, d'une plate-forme multi-modale, sur un substrat sûr et à une altitude sécurisante (cf montée des océans, risque de pollution de la nappe, etc.)
- priorités proposées pour atteindre (dans les 10 ans) les objectifs de gestion des déchets définis dans l'article 1er de la loi du 15 juillet 1975., compte tenu notamment des données prospectives en matière   économiques et technologiques.

## Aspects juridiques
La loi du 15 juillet 1975 relative à l'élimination des déchets et à la récupération des matériaux a prévu (à la suite de sa modification par la loi du 13 juillet 1992) de plans territoriaux d'élimination des déchets :
- déchets ménagers et assimilés au niveau des départements,
- déchets autres que ménagers et assimilés au niveau des régions
- le premier plan de chaque région française devait être établi avant le 4 février 1996 (dans les 3 ans suivant la publication du décret d'application);
- Dans la région couverte par un PREDIS, les personnes morales et publiques et leurs concessionnaires dont les actions sont concernés par le domaine de l’élimination des déchets (notamment concernant la législation ICPE) doivent agir de manière  « compatibles » avec les dispositions du PREDIS.

(Article L 541-15 du Code de l’environnement).   
Le PREDIS  de la région Île-de-France  a été rebaptisé PREDD (plan régional d’élimination des déchets dangereux) en raison de son élargissement à l'ensemble des déchets dangereux. 
Des Commissions Locales d'Information et de Surveillance (CLIS) peuvent être créées et fonctionner autour des installations d'élimination de déchets industriels (modalités prévues par la loi du 15 juillet 1975 et décret n° 93-1410 du 29 décembre 1993).

## Limites et problèmes
- La question des séquelles de pollutions industrielles anciennes, des pollutions ou déchets toxiques en quantité dispersée (DTQD) n'est pas toujours clairement définie ou traitée, de même que celle de certains déchets à risque d'origine vétérinaire (Cf. notamment risques émergents de type prion non envisagés au début des années 1990..). Il est admis que des solutions spécifiques au traitement des sites et sols pollués doivent également être trouvées (au moins pour les produits résultants de la dépollution et réhabilitation de ces sites, qui doivent sont évacués et traités), avec des enjeux importants dans les grandes régions industrielles (Nord-Pas-de-Calais, Rhône-Alpes, Ile-de-France, ports littoraux ou fluviaux, etc. ;
- L'historique et l'état des lieux détaillé et raisonné de la production de déchets (flux, caractérisation, risques associés) sont parfois lacunaire...), de même que l'inventaire des solutions alternatives potentielles ou effectives... et la notion de déchet à risques n'a pas été juridiquement définie ;
- Une mauvaise gestion des déchets spéciaux en quantités dispersées résulte souvent selon le PREDIS Nord/Pas de Calais « d’un manque de sensibilisation, d’information, ou d’une méconnaissance des filières, de la part du producteur »[4]
- La participation du public reste limitée, bien que les plans soient soumis à consultation et ensuite librement consultables dans les Préfectures (de département ou régions) et/ou téléchargeables.